# 10 février en sport
10 janvier 10 mars
Chronologies thématiques
- Croisades
- Ferroviaires
- Disney

Le 10 février (41e jour de l'année) en sport.

## Événements

### XIXesiècle
- 1857 :
  - (Boxe) : Tom Sayers bat Aaron dans le 85e round à Medway, Kent. Ayant battu Harry Poulson l'année précédente, Sayers devient le concurrent principal au titre de Champion d'Angleterre et ceci est contesté par William Perry et Tom Paddock[1].
- 1874 :
  - (Football) : la FA donne autorité aux arbitres pour exclure un joueur inconvenant. Jusque-là, l'expulsion était décidée par les deux capitaines.
- 1888 :
  - (Cricket) : début du test match unique de la tournée australienne de l’Angleterre.
- 1896 :
  - (Patinage artistique) : première édition des championnats du monde de patinage artistique à Saint-Pétersbourg.

### XXesièclede1901à1950
- 1938 :
  - (Football) : premier match officiel de l'équipe de Colombie. À cette occasion, l'équipe du Mexique s'impose 2-0.

### XXesièclede1951à2000
- 1999 :
  - (Football) : à Wembley, l'équipe de France s'impose 2-0 face à l'équipe d'Angleterre.

### XXIesiècle
- 2001 :
  - (Voile) : Michel Desjoyeaux gagne le Vendée Globe en 93 jours, 3 heures et 57 minutes.
- 2002 :
  - (Football) : l'équipe du Cameroun remporte la 23e Coupe d'Afrique des nations en écartant l'équipe du Sénégal en finale.
  - (Patinage de vitesse) : Claudia Pechstein, patineuse, remporte la médaille d'or olympique du 3 000 m dames en portant le record du monde à 3 min 57,70 s.
- 2006 :
  - (Jeux olympiques) : à Turin, ouverture des Jeux olympiques d'hiver de 2006
- 2008 :
  - (Biathlon) : en remportant la poursuite des championnats du monde à Östersund (Suède), le Norvégien Ole Einar Bjoerndalen devient le biathlète le plus titré de l'histoire des Championnats du monde avec huit médailles d'or.
  - (Sport automobile/Rallye) : le Finlandais Jari-Matti Latvala remporte l'édition 2008 du Rallye de Suède au volant de sa Ford Focus WRC. À 22 ans, il devient le plus jeune vainqueur d'une manche du championnat du monde des rallyes.
- 2014 :
  - (Jeux olympiques d'hiver) : à Sotchi, quatrième jour de compétition.
- 2017 :
  - (Biathlon /Championnats du monde) : aux Championnats du monde de biathlon en sprint féminin, victoire de la Tchèque Gabriela Koukalová suivi de l'Allemande Laura Dahlmeier et de la Française Anaïs Chevalier.
  - (Ski alpin /Championnats du monde) : aux Championnats du monde de ski alpin en Super combiné féminin, victoire de la Suisse Wendy Holdener devant sa compatriote Michelle Gisin et de l'Autrichienne Michaela Kirchgasser.
- 2018 :
  - (Futsal /Euro) : à Ljubljana, en Slovénie, en finale du Championnat d'Europe de futsal, le Portugal s'impose face à l'Espagne 3ap-2 et la Russie termine 3e en battant le Kazakhstan 1-0.
  - (Jeux olympiques d'hiver) : à Pyeongchang en Corée du Sud, troisième jour de compétition.
  - (Rugby à XV /Tournoi féminin) : au Scotstoun Stadium de Glasgow, la France s'impose face à l'Écosse 26-3 et au The Stoop de Twickenham, l'Angleterre s'impose face au pays de Galles 52-0.
  - (Rugby à XV /Tournoi masculin) : au Aviva Stadium de Dublin, l'Irlande s'impose face à l'Italie 56-19 et au Stade de Twickenham de Londres, l'Angleterre s'impose face au Pays de Galles 12-6.
- 2019 :
  - (Rugby à XV /Tournoi féminin) : au Castle Park rugby stadium de Doncaster, l'Angleterre bat la France 41-26.
  - (Rugby à XV /Tournoi masculin) : au Stade de Twickenham, l'Angleterre bat la France 44-8.
- 2022 :
  - (Jeux olympiques d'hiver /JO d'hiver de 2022) : en Chine, à Pékin, 9e jour de compétition des Jeux olympiques d'hiver de 2022.
- 2024 :
  - (Football /CAN) : en finale de la Coupe d'Asie des nations de football, le Qatar, tenant du titre et pays hôte s'impose face à la Jordanie 3-1.
  - (Rugby à XV /Tournoi masculin) : à Édimbourg, au Murrayfield Stadium, le Quinze de France s'impose en réalisant un hold-up face aux Écossais 20-16. Á Londres, au Stade de Twickenham, l'Angleterre bat le pays de Galles de justesse 16-14.

## Naissances

### XIXesiècle
- 1847 :
  - Monkey Hornby, joueur de rugby à XV et joueur de cricket anglais. (9 sélections en équipe nationale de rugby et 3 sélections en Test cricket). († 17 décembre 1925).
- 1861 :
  - James B. Niven, footballeur écossais. (1 sélection en équipe nationale). († ? 1933).
- 1881 :
  - Kenneth McArthur, athlète de fond sud-africain. Champion olympique du marathon aux Jeux de Stockholm 1912. († 13 juin 1960).
- 1893 :
  - Bill Tilden, joueur de tennis américain. Vainqueur des Tournois de Wimbledon 1920, 1921 et 1930, des US Open de tennis 1920, 1921, 1922, 1923, 1924, 1925 et 1929, des Coupe Davis 1920, 1921, 1922, 1923, 1924, 1925 et 1926. († 5 juin 1953).
- 1894 :
  - Giuseppe Morandi, pilote de courses automobile italien. († 31 octobre 1977).

### XXesièclede1901à1950
- 1903 :
  - Franco Cortese, pilote de courses automobile italien. († 13 novembre 1986).
  - Matthias Sindelar, footballeur puis entraîneur autrichien. (43 sélections en équipe nationale). († 23 janvier 1939).
- 1924 :
  - Bud Poile, hockeyeur sur glace puis entraîneur et dirigeant sportif canadien. († 4 janvier 2005).
- 1926 :
  - Danny Blanchflower, footballeur puis entraîneur nord-irlandais. Vainqueur de la Coupe d'Europe des vainqueurs de coupe 1963. (56 sélections en équipe nationale). Sélectionneur de l'équipe d'Irlande du nord de 1976 à 1979. († 9 décembre 1993).
- 1929 :
  - Hallgeir Brenden, fondeur norvégien. Champion olympique du 18 km et médaillé d'argent du relais 4 × 10 km aux Jeux d'Oslo 1952 puis champion olympique du 15 km aux Jeux de Cortina d'Ampezzo 1956 et médaillé d'argent du relais 4 × 100 km aux Jeux de Squaw Valley 1960. († 21 septembre 2007).
- 1935 :
  - Miroslav Blažević, footballeur puis entraîneur yougoslave puis suisso-croatiobosnien. Sélectionneur de l'équipe de Suisse en 1976, de l'équipe de Croatie de 1994 à 2000, de l'équipe d'Iran de 2001 à 2002 et de l'équipe de Bosnie-Herzégovine de 2008 à 2009. († 8 février 2023).
- 1937 :
  - Yuri Poyarkov, volleyeur soviétique puis ukrainien. Champion olympique aux Jeux de Tokyo 1964 puis aux Jeux de Mexico 1968 et médaillé de bronze aux Jeux de Munich 1972. Champion du monde de volley-ball masculin 1960 et 1962. Champion d'Europe de volley-ball masculin 1967 et 1971. († 10 février 2017).
- 1939 :
  - Dante Micheli, footballeur puis directeur sportif italien. Vainqueur de la Coupe d'Europe des vainqueurs de coupe 1961. († 10 juin 2012).
- 1940 :
  - Mary Rand, athlète de sprint, de sauts, de haies et d'épreuves combinées britannique. Championne olympique de la longueur, médaillée d'argent du pentathlon et de bronze du 4 × 100 m aux Jeux de Tokyo 1964. Détentrice du Record du monde du saut en longueur du 14 octobre 1964 au 14 octobre 1968.
- 1943 :
  - Gilbert Gruss, karatéka français. Champion du monde de karaté par équipe 1972. († 1er octobre 2016).
- 1944 :
  - Volkert Merl, pilote de courses automobile allemand.
  - Umaru Din Sesay, 77 ans, footballeur sierraléonais. Secrétaire d'État de la Jeunesse, des Sports et de la Mobilisation sociale de la Sierra Leone en 1997. († 26 mai 2021).
- 1950 :
  - Mark Spitz, nageur américain. Champion olympique du relais 4 × 100 m et du 4 ×200 m, médaillé d'argent du 100 m papillon et médaillée de bronze du 100 m nage libre aux Jeux de Mexico 1968 puis champion olympique du 100 et 200 m nage libre, du 100 et 200 m papillon, des relais 4 × 100 et 4 × 200 m nage libre ainsi que du 4 × 100 m 4 nages aux Jeux de Munich 1972.

### XXesièclede1951à2000
- 1955 :
  - Greg Norman, golfeur australien. Vainqueur du British Open de golf 1986 et 1993.
- 1957 :
  - Brit Townsend, athlète de demi-fond puis entraîneur canadienne.
- 1958 :
  - Kim Andersen, cycliste sur route danois. Vainqueur des Tours du Danemark 1983, 1984 et 1987, de la Flèche wallonne 1984 puis de Paris-Bourges 1987.
- 1959 :
  - John Calipari, basketteur américain.
  - Fernando Chalana, footballeur portugais. (27 sélections en équipe nationale). († 10 août 2022).
- 1960 :
  - Ravilya Agletdinova, athlète de demi-fond soviétique puis biélorusse. Championne d'Europe d'athlétisme du 1 500 m 1986.
- 1961 :
  - Robert Citerne, épéiste handisport français. Champion olympique en individuel et médaillé d'argent par équipes aux Jeux de Séoul 1988, champion olympique par équipes aux Jeux de Barcelone 1992, aux Jeux de Sydney 2000, aux Jeux d'Athènes 2004 et aux Jeux de Rio 2016 puis médaillé de bronze par équipes aux Jeux d'Atlanta 1996. Champion du monde d'escrime à l'épée à deux reprises en individuel et à trois reprises par équipes. Champion d'Europe d'escrime en individuel en 2005 et à six reprises par équipes.
- 1962 :
  - Bobby Czyz, boxeur américain. Champion du monde poids mi-lourds de boxe de 1986 à 1987 et champion du monde poids lourds-légers de boxe de 1990 à 1993.
  - Randy Velischek, hockeyeur sur glace canadien.
- 1963 :
  - Lenny Dykstra, joueur de baseball américain.
- 1964 :
  - Victor Davis, nageur canadien. Champion olympique du 200 m brasse, médaillé d'argent du 100 m brasse et du 4 × 100 4 nages aux Jeux de Los Angeles. Médaillé d'argent du 4 × 100 4 nages aux Jeux de Séoul 1988. Champion du monde de natation du 100 m brasse 1986. († 11 novembre 1989).
- 1967 :
  - Jacky Durand, cycliste sur route puis consultant TV français. Vainqueur du Tour des Flandres 1992 et de Paris-Tours 1998.
- 1968 :
  - Peter Popovic, hockeyeur sur glace suédois.
  - Joe Wylie, basketteur américain.
- 1974 :
  - Andrej Golić, handballeur français. Champion du monde de handball 2001. Vainqueur de la Ligue des champions 2003. 149 sélections en équipe de France.
  - Ty Law, joueur de foot U.S. américain.
  - Lionel Potillon, footballeur français.
- 1975 :
  - Christophe Cazarelly, footballeur français.
  - Tina Thompson, basketteuse américaine. Championne olympique aux Jeux d'Athènes 2008 et aux Jeux de Pékin 2008. (33 sélections en équipe nationale).
- 1976 :
  - Lance Berkman, joueur de baseball américain.
  - Vedran Runje, footballeur croate. (22 sélections en équipe nationale).
- 1978 :
  - Nahida Touhami, athlète de demi-fond algérienne.
- 1979 :
  - Gabri, footballeur espagnol. Médaillé d'argent aux Jeux de Sydney 2000. Vainqueur de la Ligue des champions 2006. (3 sélections en équipe nationale).
- 1980 :
  - Gordon D'Arcy, joueur de rugby à XV irlandais. (82 sélections en équipe nationale).
  - Mike Ribeiro, hockeyeur sur glace canadien.Justin Gatlin.
- 1981 :

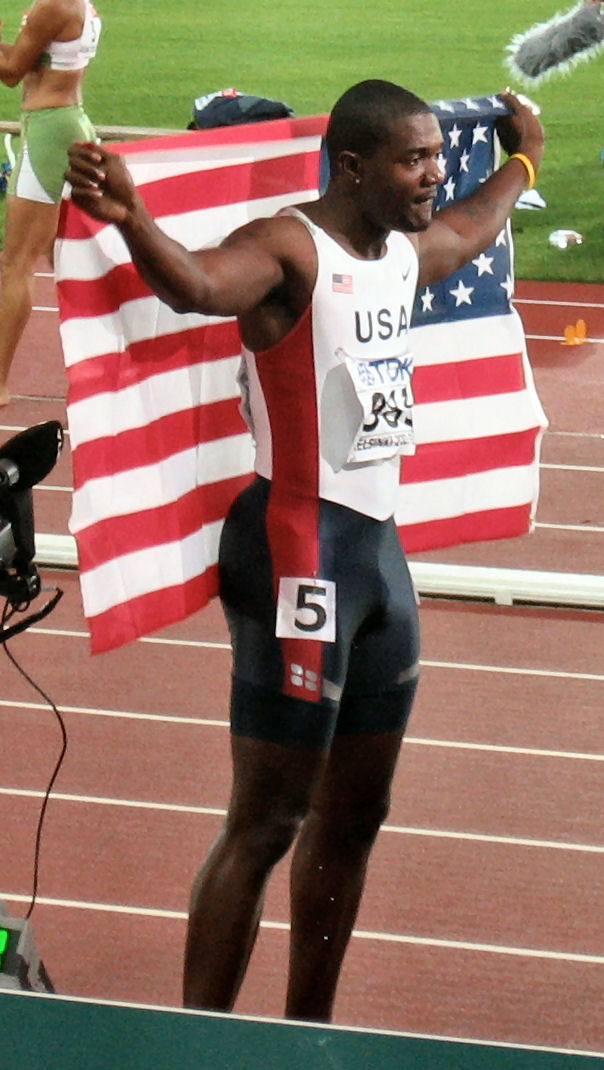
Justin Gatlin

  - Aloysius Anagonye, basketteur américain.
  - Julius Jenkins, basketteur américain.
  - Anastasia Pustovoitova, footballeuse puis arbitre russe.
- 1982 :
  - Justin Gatlin, athlète de sprint américain. Champion olympique du 100 m, médaillé d'argent du relais 4 × 100 m et médaillé de bronze du 200 m aux Jeux d'Athènes 2004 puis médaillé de bronze du 100 m aux Jeux de Londres 2012 et d'argent aux Jeux de Rio 2016. Champion du monde d'athlétisme du 100 et 200 m 2005 puis 100 m 2017.
- 1983 :
  - Vincent Inigo, joueur de rugby à XV et de rugby à sept français. (134 sélections avec l'Équipe de France de rugby à sept). Radamel Falcao.
- 1984 :

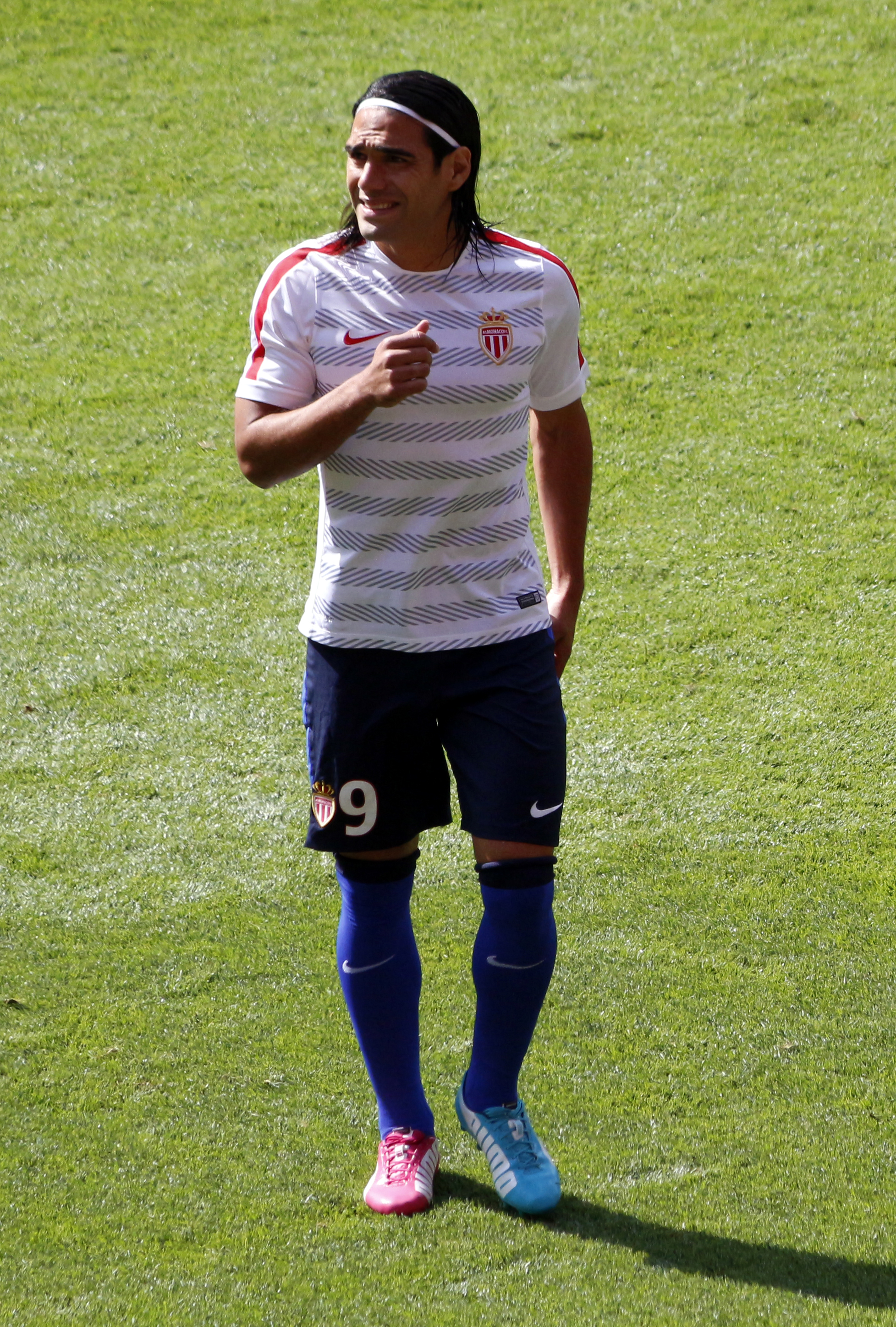
Radamel Falcao

  - Zaza Pachulia, basketteur géorgien.
  - Jemma Simpson, athlète de demi-fond britannique.
- 1985 :
  - Paul Millsap, basketteur américain.
  - João Schlittler, judoka brésilien.
- 1986 :
  - Josh Akognon, basketteur américano-nigérian.
  - Radamel Falcao, footballeur colombien. Vainqueur des Ligue Europa 2011 et 2012. (81 sélections en équipe nationale).
  - Nahuel Guzmán, footballeur argentin. (7 sélections en équipe nationale).
  - Roberto, footballeur espagnol.
  - Terry Smith, basketteur américano-arménien.
  - Viktor Troicki, joueur de tennis serbe. Vainqueur de la Coupe Davis 2010.
- 1987 :
  - Facundo Roncaglia, footballeur argentin. (13 sélections en équipe nationale).
  - Jean-Christophe Taumotekava, karatéka français. Médaillé de bronze de kata par équipes aux CE de karaté 2009 et de kumite des -84 kg 2011.
- 1988 :
  - Francesco Acerbi, footballeur italien. (17 sélections en équipe nationale).
- 1989 :
  - Xiao Guodong, joueur de snooker chinois.
- 1990 :
  - Lens Aboudou, basketteur français.
- 1991 :
  - Thomas Monconduit, footballeur français.
- 1992 :
  - Pauline Ferrand-Prévot, cycliste sur route, de VTT et cyclo-crosswoman française. Championne olympique de VTT aux Jeux de Paris 2024. Championne du monde de cyclisme sur route de la course en ligne 2014. Victorieuse de la Flèche wallonne féminine 2014 et de l'Emakumeen Euskal Bira 2014. Championne du monde de VTT et de trial du cross-country et du relais mixte 2015, du relais mixte 2016, du cross-country et du cross-country-marathon 2019, du cross-country 2020, du cross-country, du cross-country-marathon et du cross-country-short-track 2022 puis du cross-country et du cross-country-short-track 2023. Championne du monde de cyclo-cross 2015.
  - Cory Hill, joueur de rugby à XV gallois. (30 sélections en équipe nationale).
  - Steven Kitshoff, joueur de rugby à XV sud-africain. Champion du monde de rugby à XV 2019 et 2023. Vainqueur de la The Rugby Championship 2019. (83 sélections en équipe nationale).
  - Kevin Mayer, athlète d'épreuves combinées français. Médaillé d'argent du décathlon aux Jeux de Rio 2016. Champion du monde d'athlétisme du décathlon 2017. Médaillé d'argent du décathlon aux CE d'athlétisme 2014. Détenteur du Record du monde du décathlon depuis le 17 septembre 2018.
  - Lydia Thompson, joueuse de rugby à XV anglaise. Championne du monde 2014. Victorieuse du Tournoi des Six Nations 2017. (42 sélections en équipe nationale).
- 1993 :
  - Julie Vanloo, basketteuse belge. (37 sélections en équipe nationale).
  - Hampus Wanne, handballeur suédois. Vainqueur de la Ligue des champions 2014. 14 sélections en équipe de Suède.
- 1995 :
  - Marta Alberto, handballeuse angolaise. Championne d'Afrique des nations féminin de handball 2022. (7 sélections en équipe nationale).
  - Sterling Brown, basketteur américain.
  - Cyril Cazeaux, joueur de rugby à XV français.
  - Naby Keïta, footballeur guinéen. (30 sélections en équipe nationale).
  - Bobby Portis, basketteur américain.
- 1996 :
  - Emanuel Mammana, footballeur argentin. (3 sélections en équipe nationale).
- 1997 :
  - Luca Covili, cycliste sur route italien.
  - Josh Jackson, basketteur américain.
  - Nadia Podoroska, joueuse de tennis argentine.
  - Josh Rosen, joueur de foot U.S. américain.
  - Diamond Stone, basketteur américain.
- 1998 :
  - Tyler Bey, basketteur américain.
- 1999 :
  - Muhaymin Mustafa, basketteur turc.
- 2000 :
  - Luisa Geiselsöder, basketteuse allemande.
  - Dominik Kotarski, footballeur croate.

### XXIesiècle
- 2001 :
  - Sergio Camello, footballeur espagnol.
  - Demba Seck, footballeur sénégalais.
- 2002 :
  - Lasse Nordås, footballeur norvégien.
- 2003 :
  - Filip Beckman, footballeur suédois.
- 2006 :
  - Mathéo Frisach, joueur français de rugby à XV.
  - Mark Verkuijl, footballeur néerlandais.

## Décès

### XXesièclede1901à1950
- 1913 :
  - Konstantínos Tsiklitíras, 24 ans, athlète de sauts grec. Médaillé d'argent des sauts en hauteur et en longueur sans élan aux Jeux de Londres 1908 puis champion olympique du saut en longueur sans élan et médaillé de bronze du saut en hauteur sans élan aux Jeux de Stockholm 1912. (° 30 octobre 1888).
- 1920 :
  - Amedee Reyburn, 40 ans, joueur de water-polo et nageur américain. Médaillé de bronze au water-polo et du relais 4 × 50 yards nage libre aux Jeux de Saint-Louis 1904. (° 25 mars 1879).
- 1948 :
  - Frank Burton, 82 ans, footballeur anglais. (1 sélection en équipe nationale). (° 18 mars 1865).

### XXesièclede1951à2000
- 1954 :
  - Arthur Duray, 72 ans, pilote de course automobile franco-américain. (° 9 février 1882).
- 1958 :
  - Henri Gauban, 83 ans, cycliste sur route français. (° 11 septembre 1874).
  - Aleksander Klumberg, 58 ans, athlète estonien spécialiste du décathlon. Médaillé de bronze lors des Jeux olympiques de Paris en 1924. Détenteur du premier record du monde de la discipline entre 1922 et 1924. (° 17 avril 1899).
- 1963 :
  - John Henry Taylor, 91 ans, golfeur britannique. Vainqueur des Open britannique 1894, 1895, 1900, 1909 et 1913. (° 19 mars 1871).
- 1990 :
  - Léopold Anoul, 77 ans, footballeur belge. (48 sélection en équipe nationale). (° 19 août 1922).
- 1994 :
  - Robert Bobin, 73 ans, athlète de triple sauts puis dirigeant sportif français. Président de la FFA de 1987 à 1993. (° 2 août 1920).

### XXIesiècle
- 2003 :
  - Alfred Aston, 90 ans, footballeur puis entraîneur français. (31 sélections en équipe de France). (° 16 mai 1912).
- 2006 :
  - Ibolya Csák, 91 ans, athlète de sauts hongroise. Championne olympique de la hauteur aux Jeux de Berlin 1936. Championne d'Europe d'athlétisme de la hauteur 1938. (° 6 janvier 1915).
- 2007 :
  - Bruno Ruffo, 86 ans, pilote de vitesse moto italien. Champion du monde de vitesse moto 250 cm3 1949 et 1951 puis champion du monde de vitesse moto 125 cm3 1950. (° 9 décembre 1920).
- 2010 :
  - Eduard Vinokurov, 67 ans, sabreur soviétique puis russe. Champion olympique par équipe aux Jeux de Mexico 1968 et aux Jeux de Montréal 1976 puis médaillé d'argent par équipes aux Jeux de Munich 1972. Champion du monde d'escrime du sabre par équipe 1967, 1969, 1970, 1971, 1974 et 1975. (° 30 octobre 1942).
- 2017 :
  - Yuri Poyarkov, 80 ans, volleyeur soviétique puis ukrainien. Champion olympique aux Jeux de Tokyo 1964 puis aux Jeux de Mexico 1968 et médaillé de bronze aux Jeux de Munich 1972. Champion du monde de volley-ball masculin 1960 et 1962. Champion d'Europe de volley-ball masculin 1967 et 1971. (° 10 février 1937).
- 2019 :
  - Heinz Fütterer, 87 ans, athlète de sprint allemand. Médaillé de bronze du 4 × 100 m aux Jeux de Melbourne 1956. Champion d'Europe d'athlétisme du 100 et 200 m 1954 puis champion d'Europe d'athlétisme du relais 4 × 100 m 1958. (° 14 octobre 1931).